# Operacja Cartwheel
Operacja Cartwheel – przeprowadzona w latach 1943–1944 operacja wojskowa aliantów na obszarze południowo-zachodniego Pacyfiku w czasie II wojny światowej. Była to dwuosiowa kampania mająca doprowadzić do osaczenia i zneutralizowania głównej japońskiej bazy w Rabaulu na Nowej Brytanii. Operacja była prowadzona przez głównodowodzącego siłami alianckimi na tym obszarze gen. Douglasa MacArthura, którego wojska posuwały się wzdłuż północno-wschodnich wybrzeży Nowej Gwinei zajmując pobliskie wyspy. Siły alianckie działające na obszarze środkowego Pacyfiku, dowodzone przez adm. Chestera Nimitza, posuwały się na północ przez archipelag Wysp Salomona w kierunku wyspy Bougainville’a. W skład sił alianckich wchodziły wojska lądowe, marynarki wojenne i lotnictwo Stanów Zjednoczonych, Australii, Nowej Zelandii i Holandii.

## Przyczyny
W lutym 1942 roku Japończycy zdobyli broniony przez słabe wojska australijskie Rabaul i uczynili zeń swą główną bazę na południowym Pacyfiku stwarzając zagrożenie dla alianckich linii komunikacyjnych. MacArthur przedstawił swój Elkton Plan, zgodnie z którym miał zdobyć Rabaul w oparciu o swe bazy w Australii i na Nowej Gwinei. Admirał Ernest King, szef operacji morskich, zaproponował plan niemal identyczny, ale w wykonaniu US Navy. Szef sztabu George Marshall, który – zgodnie z decyzjami prezydenta USA Franklina D. Roosevelta i premiera brytyjskiego Winstona Churchilla – miał skoncentrować wysiłek militarny Stanów Zjednoczonych w pierwszej mierze na walce z hitlerowskimi Niemcami w Europie, a dopiero później na działaniach na Pacyfiku, zaproponował plan kompromisowy, zgodnie z którym działania miałyby być przeprowadzone w trzech etapach: pierwszy w wykonaniu US Navy, zaś drugi i trzeci MacArthura i jego armii. Ten plan, choć nigdy nie został zatwierdzony przez Kolegium Połączonych Szefów Sztabów, został ostatecznie wprowadzony w życie i zakładał następujące działania:
- Zajęcie wyspy Tulagi (później zmieniono to na Guadalcanal) i archipelagu wysp Santa Cruz (Operacja Watchtower)
- Odbicie z rąk japońskich całego północno-wschodniego wybrzeża Nowej Gwinei i Wysp Salomona
- Izolowanie Rabaulu i innych baz

Przewlekłe walki o Guadalcanal, po zakończeniu których zajęto 21 lutego 1943 roku nie bronione Wyspy Russella (Operacja Cleanslate), doprowadziły do tego, że Japończycy postanowili wzmocnić swoje siły w regionie drogą morską. w ten sposób doszło – w dniach 2-5 marca – do bitwy na Morzu Bismarcka, w której lotnictwo MacArthura zadało Japończykom ogromne straty. W tej sytuacji adm. Isoroku Yamamoto podjął decyzję o natychmiastowym rozpoczęciu I Go (Operacji I), serii ataków powietrznych przeciw lotniskom i portom alianckim na Guadalcanalu i Nowej Gwinei. W trakcie przygotowań Yamamoto zginął 18 kwietnia 1943 roku, gdy jego samolot został zestrzelony nad Bougainville.

## Wprowadzenie Cartwheel
Gen. MacArthur 12 lutego 1943 roku przedstawił Elkton III, nowy plan zakładający wzięcie Rabaulu przed rokiem 1944. Według tego planu MacArthur miał działać zaczepnie w północno-wschodniej Nowej Gwinei i na zachodzie Nowej Brytanii, zaś adm. William Halsey (wówczas głównodowodzący na obszarze południowego Pacyfiku) na środkowym obszarze archipelagu Wysp Salomona. Plan ten wymagał ściągnięcia z Ameryki pięciu dodatkowych dywizji, co natychmiast wywołało sprzeciw Brytyjczyków, dla których teatr europejski był ważniejszy. W rezultacie Połączeni Szefowie Sztabów wydali w pierwszych dniach kwietnia 1943 roku dyrektywę, która aprobowała plan, ale przy użyciu tylko tych sił, które znajdowały się na miejscu oraz tych, które tam właśnie zdążały. Jednocześnie zdecydowali oni o opóźnieniu rozpoczęcia działań o sześćdziesiąt dni. Jednocześnie plan Elkton III został przemianowany na Operację Cartwheel.

### Działania w ramach operacji
Plan Cartwheel zawierał propozycje trzynastu różnych operacji podrzędnych i ustalał ramy czasowe ich przeprowadzenia. Od trzynastej z nich: uderzenie na Rabaul, Kavieng i Kolombangarę, ostatecznie odstąpiono uznawszy ją za zbyt kosztowną i bezpotrzebną. Zrealizowano dziesięć.
- Operacja Chronicle – 30 czerwca 1943

Woodlark (112. regiment kawalerii)
Wyspy Trobriandzkie (158. regimentowy zespół bojowy RCT)
- Operacja Toenails – 30 czerwca 1943

Nowa Georgia (43. dywizja piechoty) – 30 czerwca 1943
Przylądek Segi, Nowa Georgia (4. batalion uderzeniowy Marines) – 21 czerwca 1943
Rendova (169. i 172 RCT) – 30 czerwca 1943
Zanana, Nowa Georgia (169. i 172. RCT) – 5 lipca 1943
Zatoka Bairoko, Nowa Georgia (4. batalion uderzeniowy Marines) – 5 lipca 1943
Arundel (172. RCT, 43. dywizja piechoty) – 27 sierpnia 1943
- Vella Lavella (35. RCT, 25. dywizja piechoty, 3 Dywizja (nowozelandzka) – 15 sierpnia 1943
- Operacja Postern – 5 września 1943

Lae, Nowa Gwinea(503. pułk powietrznodesantowy oraz 9 Dywizja i 7 Dywizja – australijskie)
- Operacja Goodtime – 27 października 1943

Wyspy Skarbów (8. brygada nowozelandzka)
- Operacja Blissful – 28 października 1943

Choiseul (2. batalion spadochronowy Marines)
- Operacja Cherryblossom – 1 listopada 1943

Bougainville (3 Dywizja Marines, 37. dywizja piechoty)
- Operacja Dexterity

Arawe, Nowa Brytania (112. regiment kawalerii) – 15 grudnia 1943
Przylądek Gloucester (1 Dywizja Marines) – 26 grudnia 1943
Saidor (32. dywizja piechoty) – 2 stycznia 1944
- Operacja Brewer

Wyspy Admiralicji (1 Dywizja Kawalerii) – 29 lutego 1944
- Emirau – (4 Regiment Marines) – 20 marca 1944

Zgrupowanie Nowogwinejskie generała Thomasa Blameya otrzymało zadanie oczyszczenia wschodniej Nowej Gwinei. Amerykańska 6 Armia generała Waltera Kruegera miała zająć Kiriwinę, Woodlark i Przylądek Gloucester. Siły lądowe miały być wspierane przez lotnictwo alianckie dowodzone przez gen. George’a Kenneya i siły morskie adm. Arthura Carpendera.
W trakcie trwania Operacji Cartwheel Połączeni Szefowie Sztabów spotkali się w sierpniu 1943 roku z prezydentem Rooseveltem i premierem Churchillem na Konferencji Kwadrant w Quebecu. Tam zapadła decyzja o ominięciu i izolowaniu Rabaulu, a w to miejsce zaatakowaniu Kaviengu. Wkrótce potem zdecydowano, że Kavieng również należy ominąć. Mimo początkowego sprzeciwu MacArthur odniósł korzyść z izolowania obu tych celów, w związku z czym, po zdobyciu Saidoru i Wysp Admiralicji, mógł przejść do realizacji Operacji Reno, czyli uderzenia na Luzon i Mindanao.
Kampania, która trwała do roku 1944 dowiodła efektywności strategii polegającej na unikaniu wielkich starć ze skoncentrowanymi siłami przeciwnika, w ich miejsce przecinając jego linie komunikacyjne.